# Jordi Rius i Garriga
Jordi Rius i Garriga (1940 — 19 de desembre de 2024) va ser un cardiòleg català.
Després de llicenciar-se en medicina en la Universitat de Barcelona marxà als Estats Units, on va estar primer com a Cap de Sala al Jackson Memorial Hospital i després va anar al Georgetown Medical Center de la Universitat de Georgetown a Washington DC.
Quan tornà a Espanya, va ser fundador i primer director de la Unitat Coronària de l'Hospital Universitari de la Vall d'Hebron. Després ha treballat a la Clínica Quirón i des del 1995 forma part del servei de cardiologia del Centre Mèdic Teknon. Està vinculat a diverses institucions internacionals en el camp de la cardiologia. És membre de la Societat Catalana de Cardiologia i consultor del Consolat Americà de Barcelona.
El Govern de Catalunya li concedí la Creu de Sant Jordi el 2013.